# Legoland Florida
Legoland Florida is een attractiepark in de Amerikaanse plaats Winter Haven in de staat Florida. Het attractiepark is het vijfde en tevens grootste Legolandpark ter wereld.

## Geschiedenis
Op de huidige plaats van het attractiepark stond van 2 januari 1936 tot en met 23 september 2009 het attractiepark Cypress Gardens Adventure Park. Dit park heeft zijn deuren moeten sluiten, nadat een faillissement niet meer te vermijden was. Op 15 januari 2010 wordt officieel bekendgemaakt dat Merlin Entertainments, de groep achter onder andere Legoland, een Legolandpark op de plek wil realiseren waar eerst Cypress Gardens te vinden was. Circa anderhalf jaar later werd op zaterdag 15 oktober 2011 Legoland Florida officieel geopend.

## Opzet

### Attracties
Bij de opening bestond het park uit circa 50 attracties, waarvan vier achtbanen, twee darkrides en één waterattractie. Zowel de attracties als de themagebieden zijn gebaseerd op het speelgoed van LEGO. Sommige attracties waren voor de opening al in andere Legolandparken te vinden. Onder meer de volgende attracties zijn in het park te vinden:
- LEGO Movie - Masters of Flight
- LEGO NINJAGO The Ride
- Lost Kingdom Adventure
- The Dragon
- The Great LEGO® Race

### Themagebieden
In het park zijn tot op heden tien themagebieden te vinden:
- The Beginning
- LEGO Kingdoms
- Duplo Village
- Fun Town
- Imagination Zone
- Land of Adventure
- Lego City
- Miniland USA
- Pirates' Cove
- LEGO TECHNIC

## Afbeeldingen

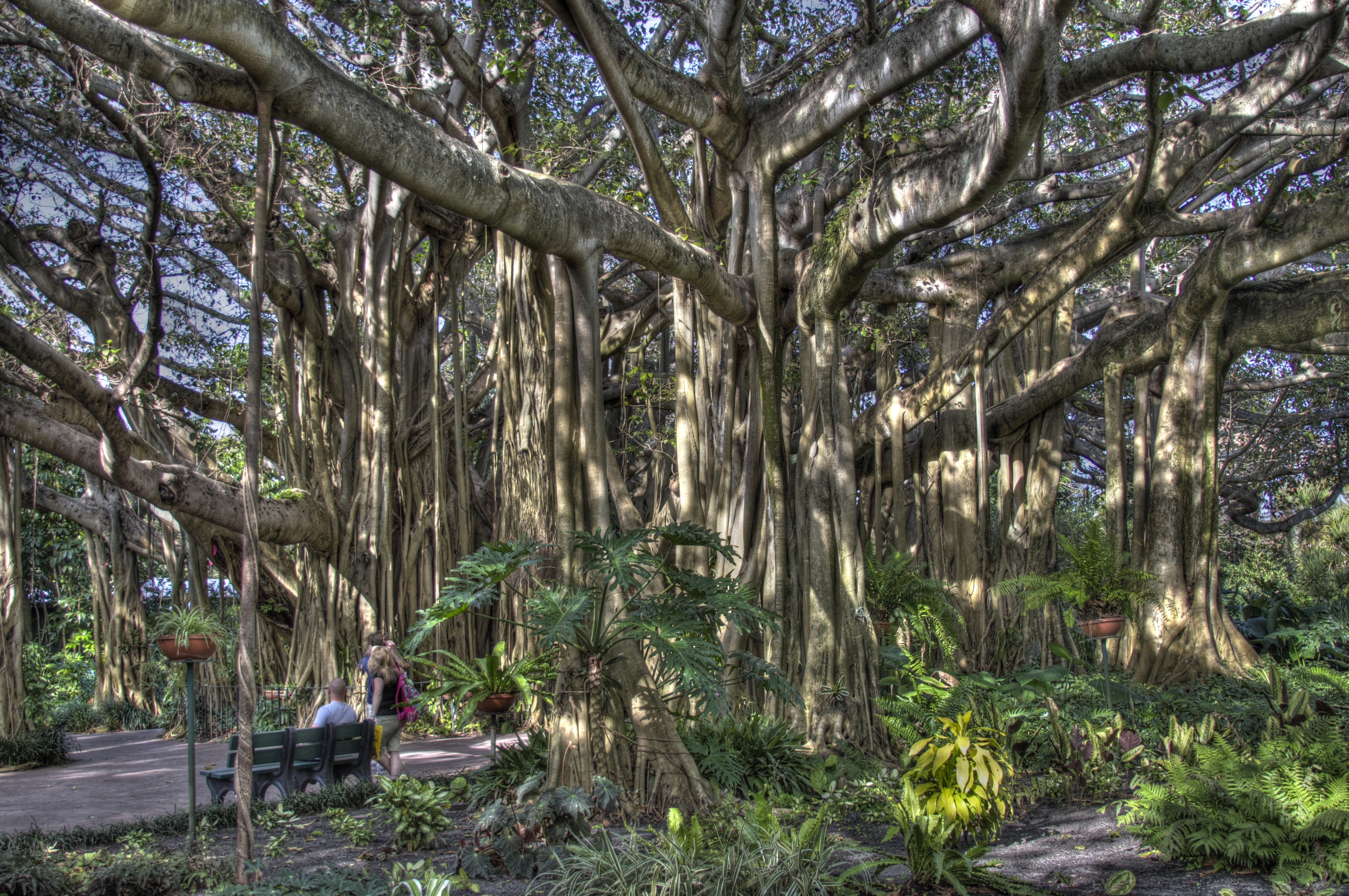
Cypress Gardens
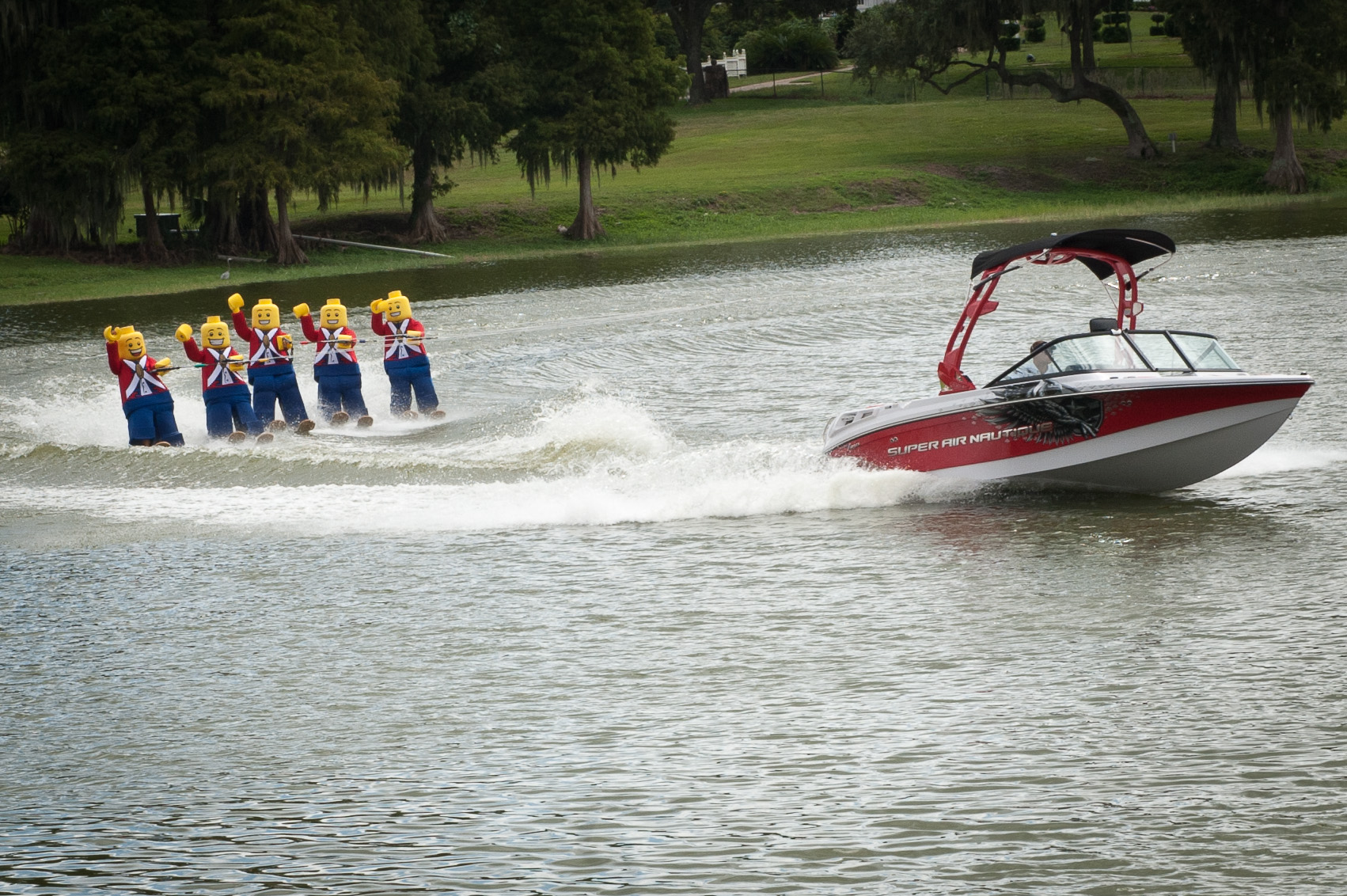
Lake Eloise
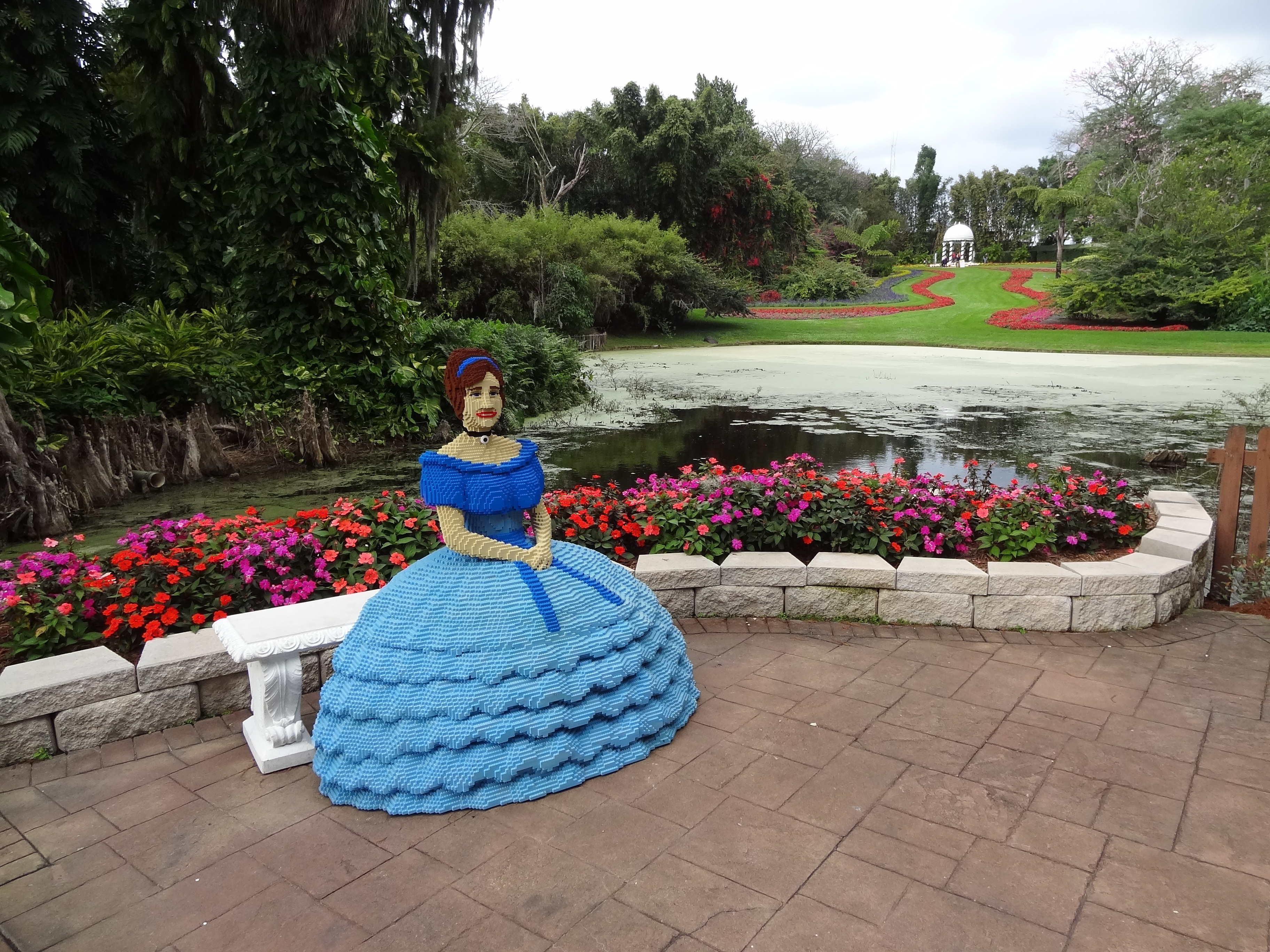
Cypress Gardens
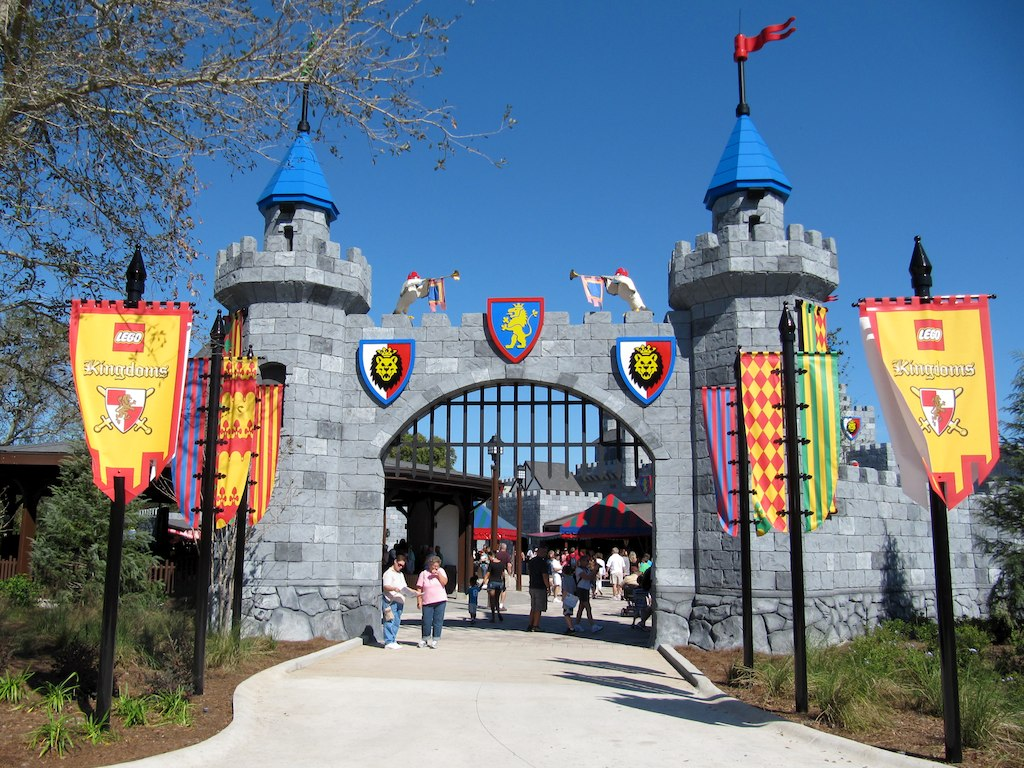
Lego Kingdoms
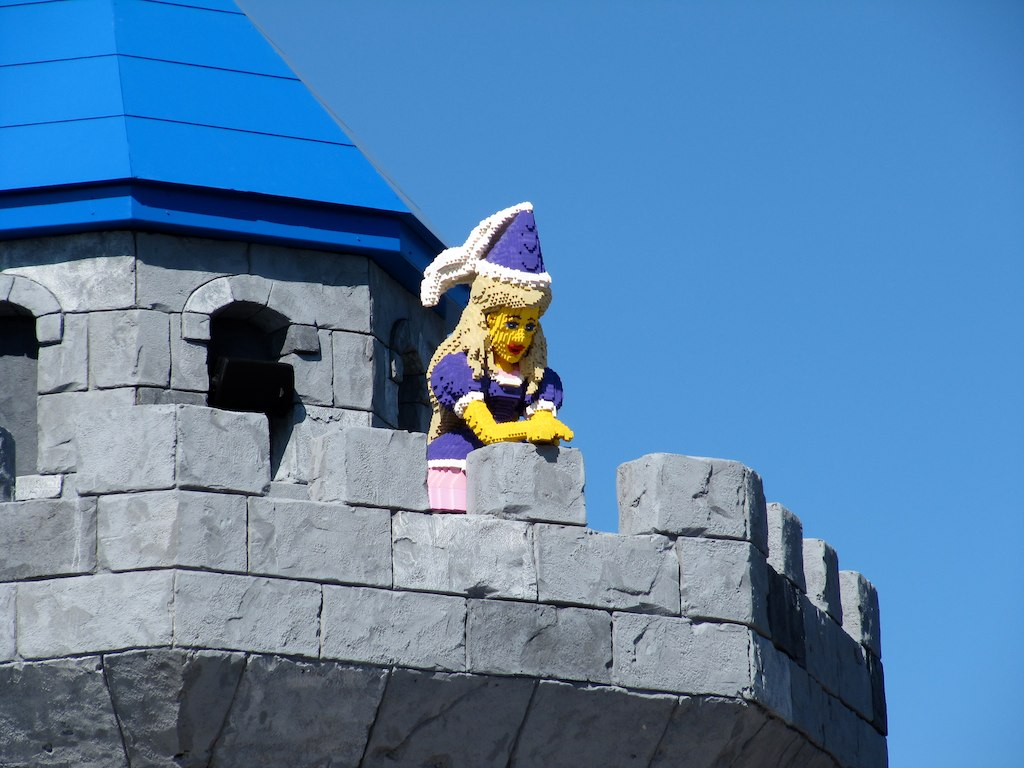
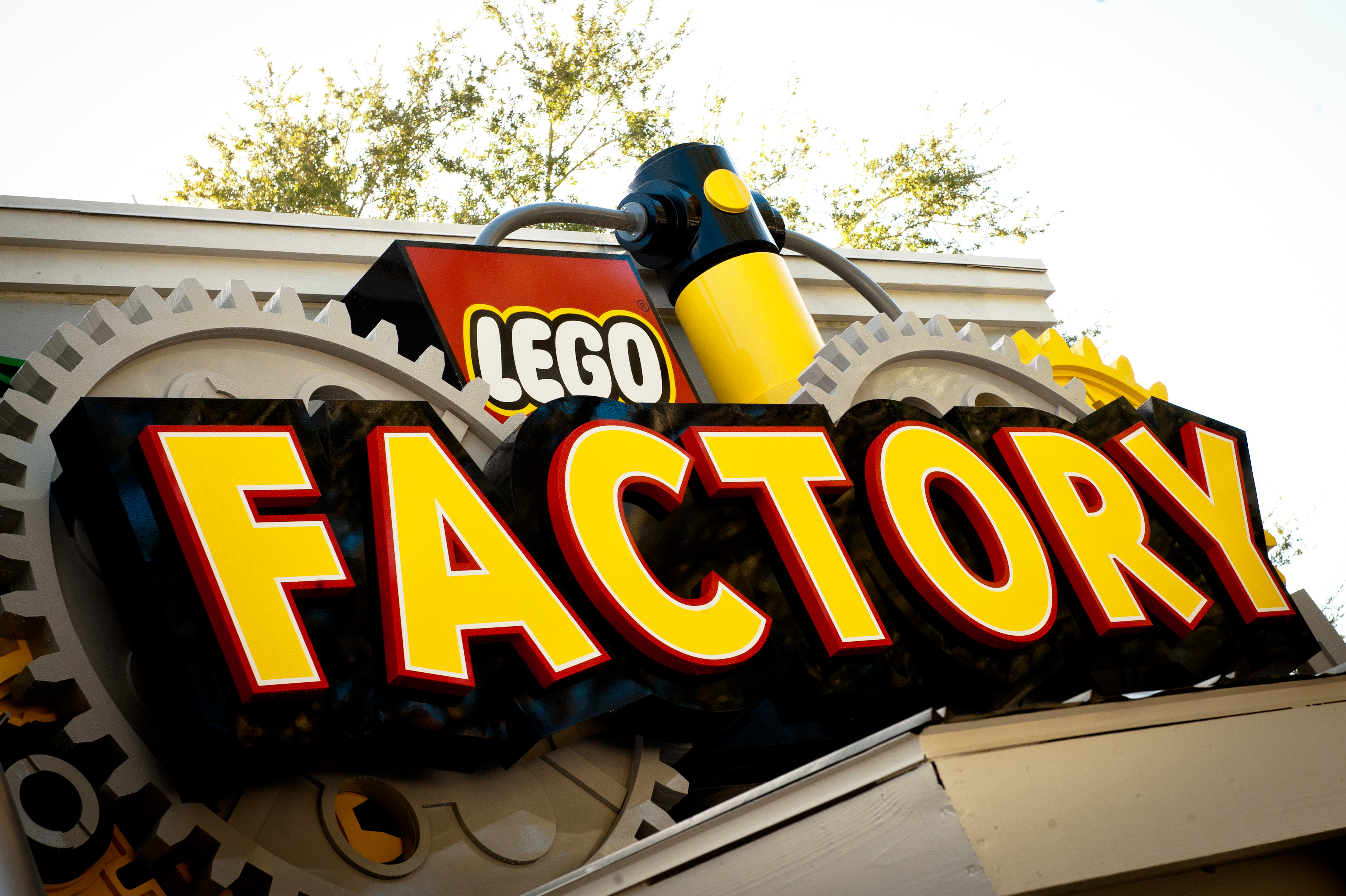
Lego Factory
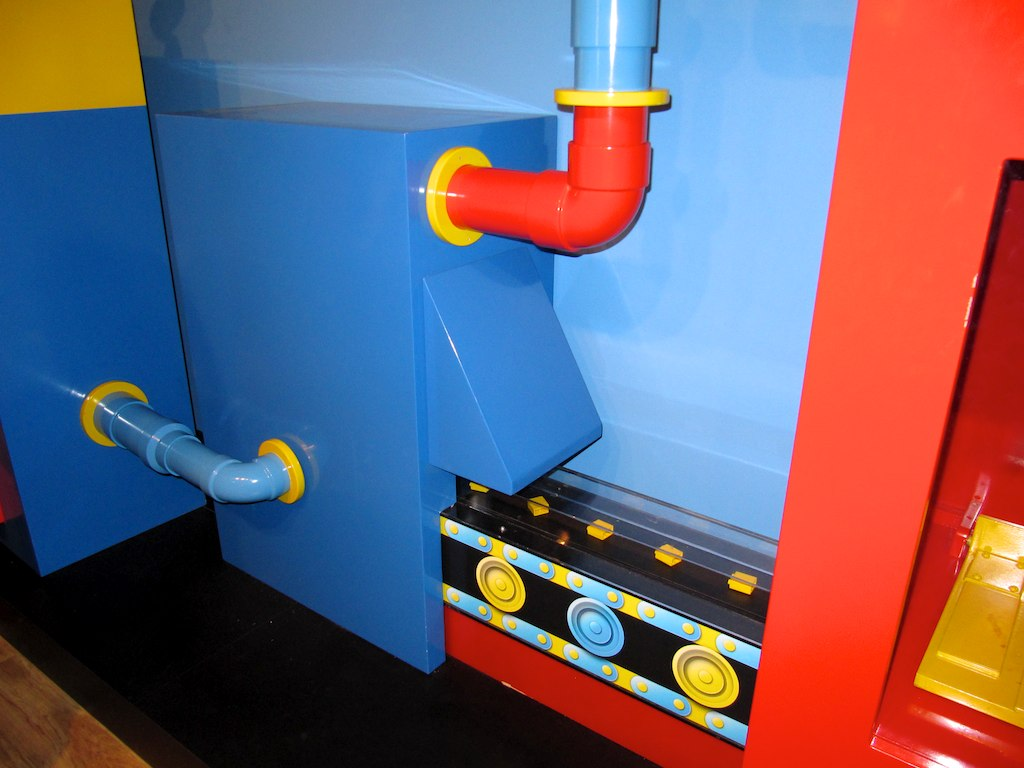
Lego Factory.
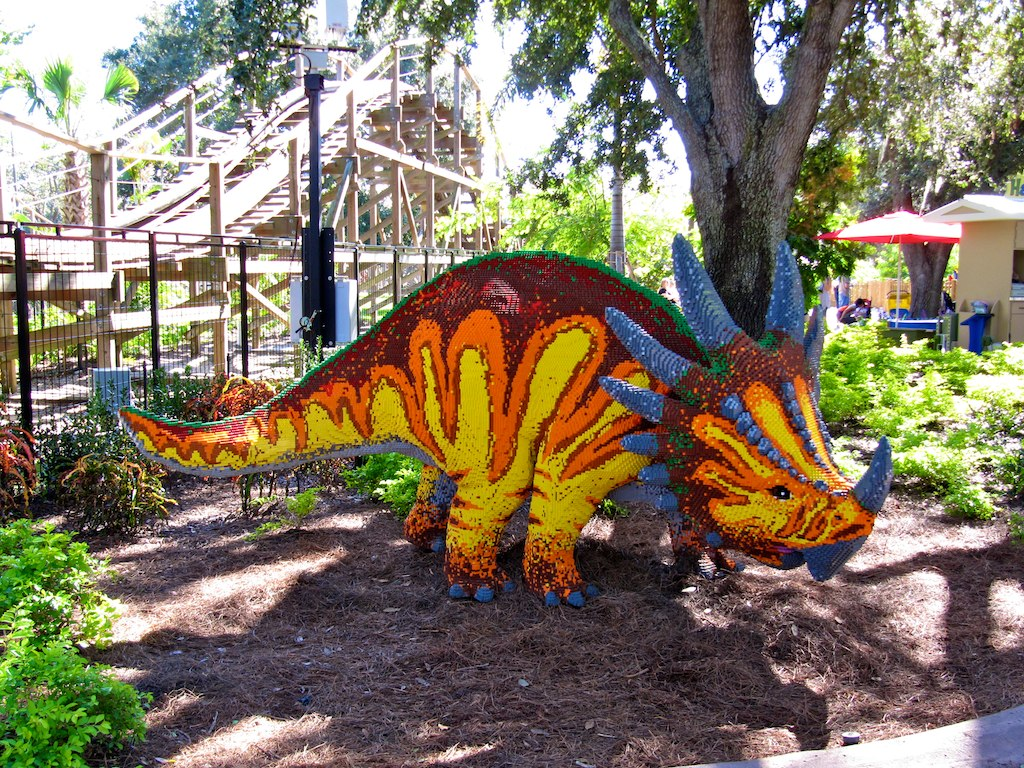
Coastersaurus.
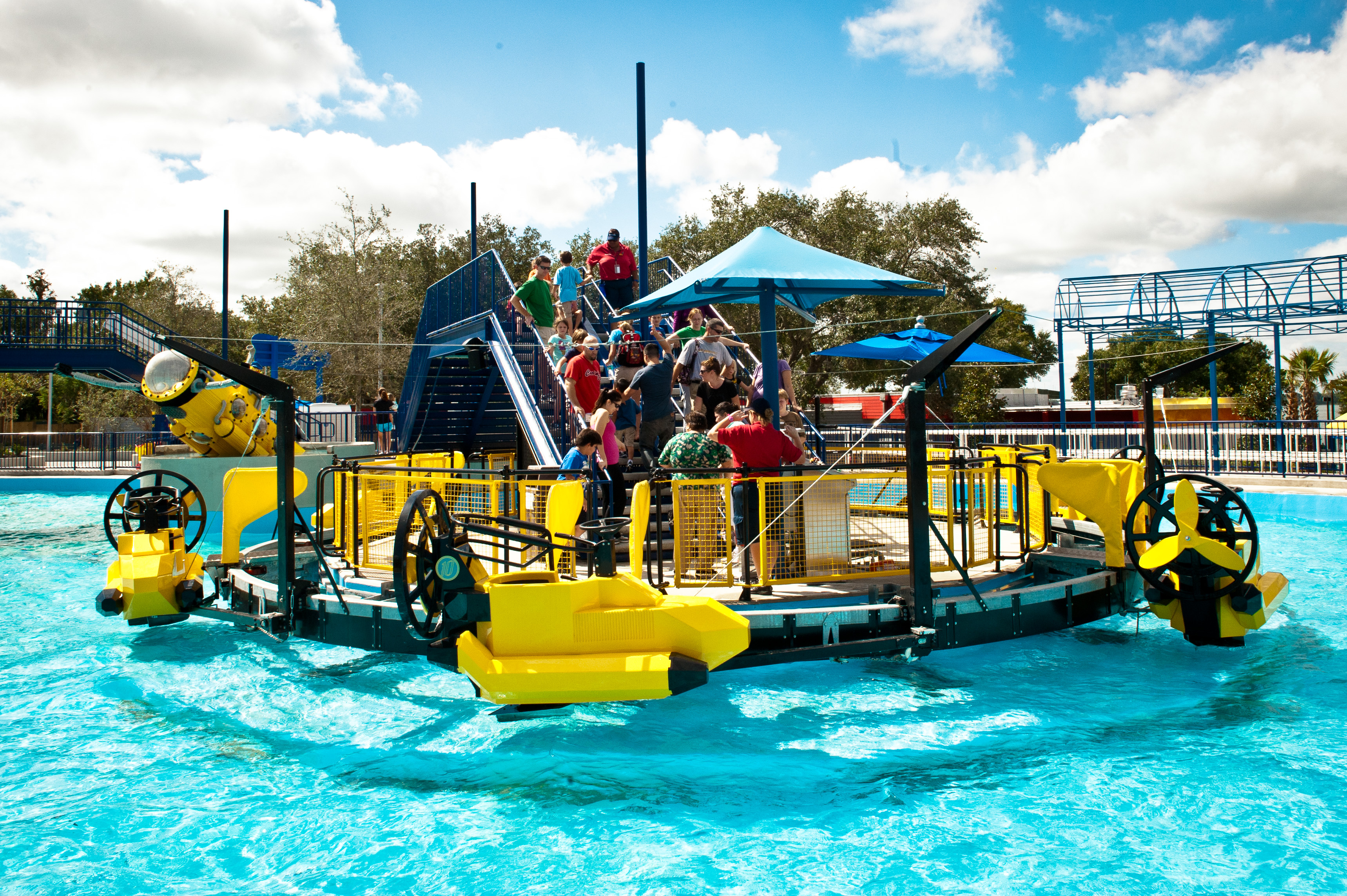
Aquazone Wave Racers.
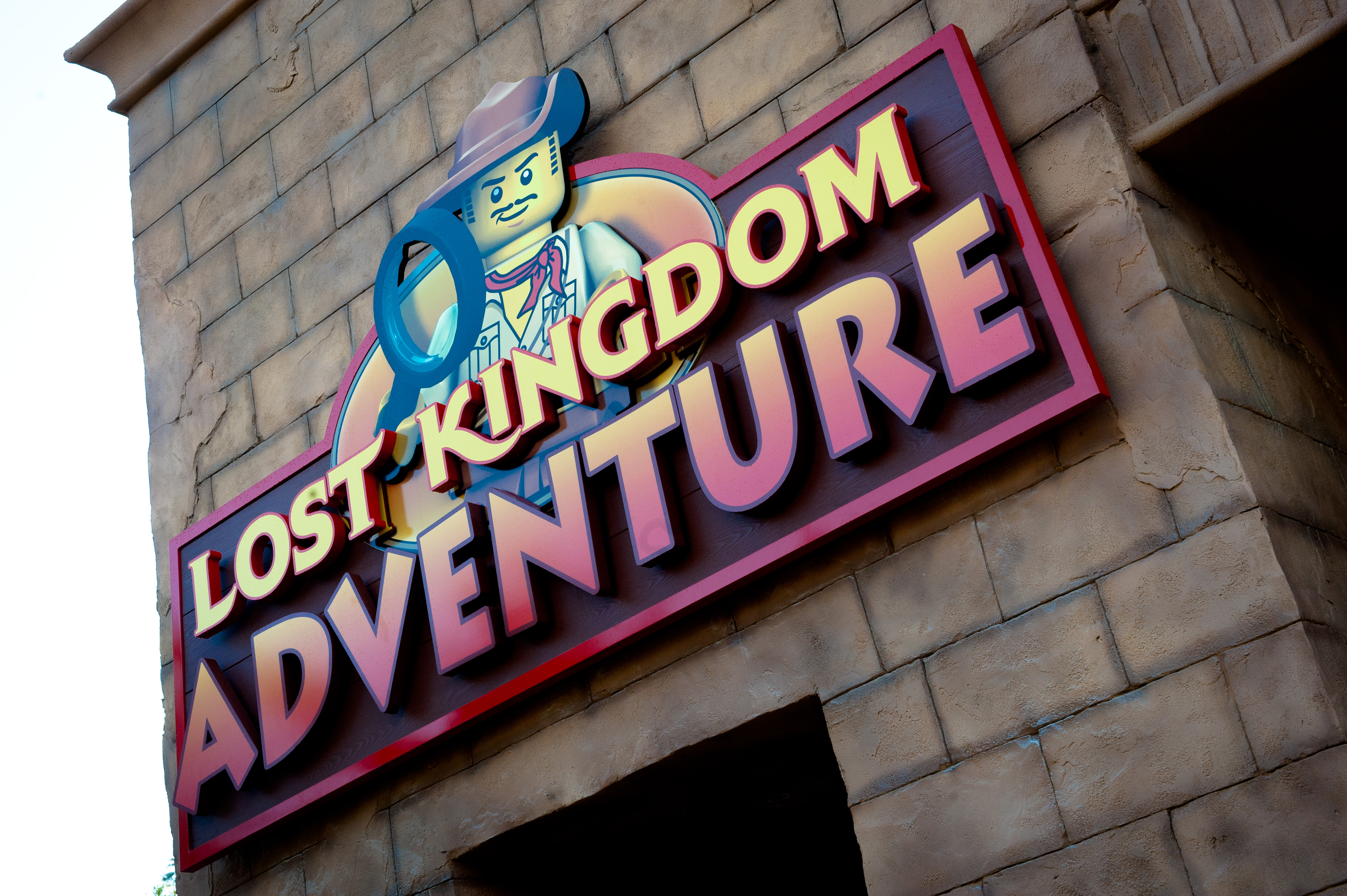
Lost Kingdom Adventure.
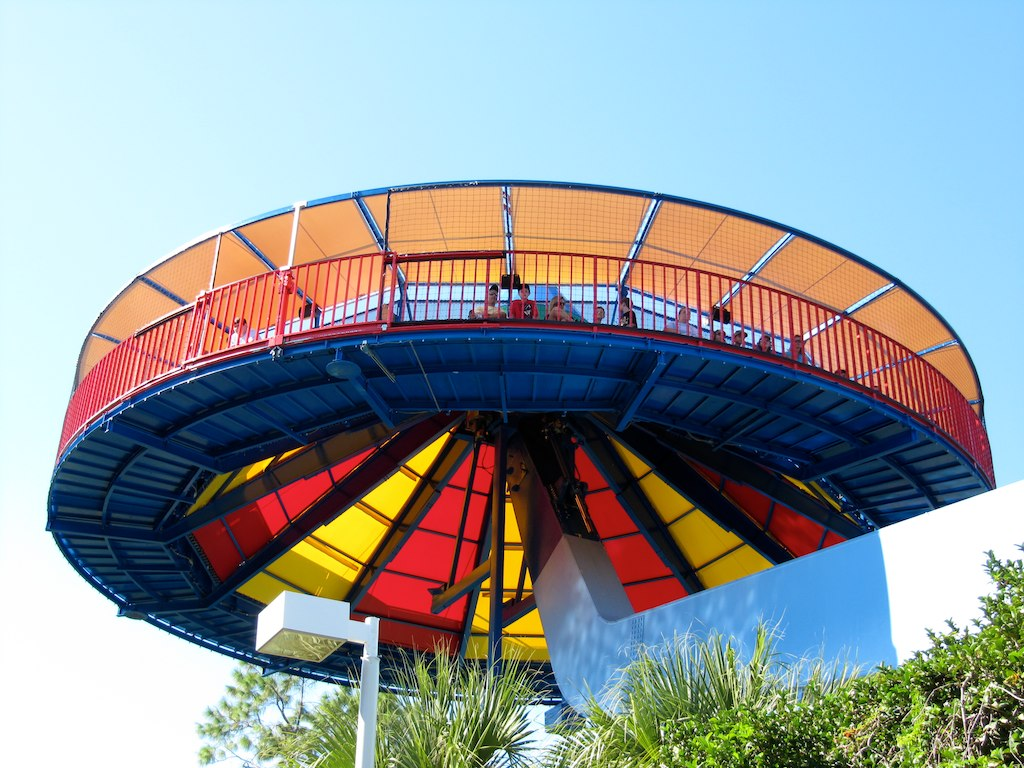
Island in the Sky.
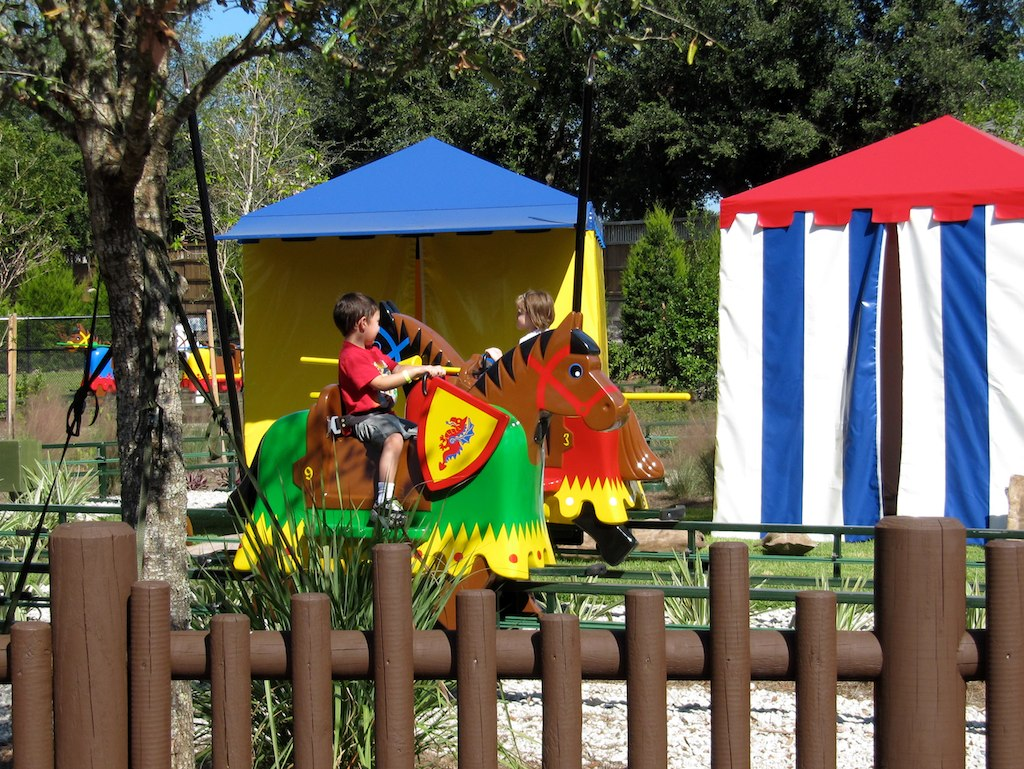
The Royal Joust
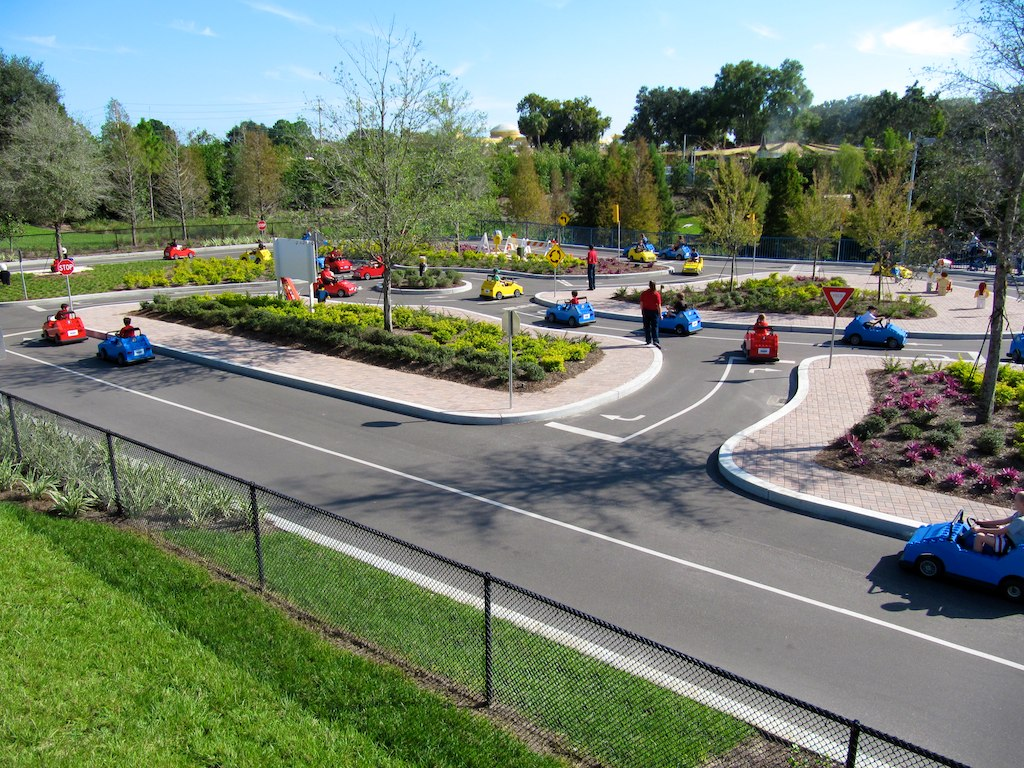
Driving School